# Альтамонт (Південна Дакота)
Альтамонт (англ. Altamont) — місто (англ. town) в США, в окрузі Дул штату Південна Дакота. Населення — 32 особи (2020).

## Географія
Альтамонт розташований за координатами 44°50′27″ пн. ш. 96°41′25″ зх. д. / 44.84083° пн. ш. 96.69028° зх. д. (44.840780, -96.690152).  За даними Бюро перепису населення США в 2010 році місто мало площу 3,25 км², уся площа — суходіл.

## Демографія
Згідно з переписом 2010 року, у місті мешкали 34 особи в 14 домогосподарствах у складі 7 родин. Густота населення становила 10 осіб/км².  Було 17 помешкань (5/км²).
Расовий склад населення:
| - 97,1 % — білих |

До двох чи більше рас належало 2,9 %. Частка іспаномовних становила 0,0 % від усіх жителів.
За віковим діапазоном населення розподілялося таким чином: 35,3 % — особи молодші 18 років, 47,1 % — особи у віці 18—64 років, 17,6 % — особи у віці 65 років та старші. Медіана віку мешканця становила 33,5 року. На 100 осіб жіночої статі у місті припадало 112,5 чоловіків;  на 100 жінок у віці від 18 років та старших — 120,0 чоловіків також старших 18 років.
Середній дохід на одне домашнє господарство  становив 47 682 долари США (медіана — 41 750), а середній дохід на одну сім'ю — 65 940 доларів (медіана — 73 125). Медіана доходів становила 45 000 доларів для чоловіків та 33 125 доларів для жінок. 
Цивільне працевлаштоване населення становило 20 осіб. Основні галузі зайнятості: виробництво — 55,0 %, будівництво — 15,0 %, освіта, охорона здоров'я та соціальна допомога — 10,0 %.